# Gran Premio motociclistico di Spagna 2022
Il Gran Premio motociclistico di Spagna 2022 è stato la sesta prova del motomondiale del 2022. Le vittorie nelle quattro classi sono andate a: Francesco Bagnaia in MotoGP, Ai Ogura in Moto2, Izan Guevara in Moto3 e Eric Granado nelle due gare della MotoE. Per Ogura si tratta della prima vittoria nel contesto del motomondiale.

## MotoGP

### Arrivati al traguardo
| Pos. | Nº | Pilota                | Squadra                     | Motocicletta       | Giri | Tempo     | Griglia | Punti |
| ---- | -- | --------------------- | --------------------------- | ------------------ | ---- | --------- | ------- | ----- |
| 1º   | 63 | Francesco Bagnaia     | Ducati Lenovo               | Ducati Desmosedici | 25   | 41'00.554 | 1º      | 25    |
| 2º   | 20 | Fabio Quartararo      | Monster Energy Yamaha       | Yamaha YZR-M1      | 25   | +0.285    | 2º      | 20    |
| 3º   | 41 | Aleix Espargaró       | Aprilia Racing              | Aprilia RS-GP      | 25   | +10.977   | 3º      | 16    |
| 4º   | 93 | Marc Márquez          | Repsol Honda                | Honda RC213V       | 25   | +12.676   | 5º      | 13    |
| 5º   | 43 | Jack Miller           | Ducati Lenovo               | Ducati Desmosedici | 25   | +12.957   | 4º      | 11    |
| 6º   | 36 | Joan Mir              | Suzuki Ecstar               | Suzuki GSX-RR      | 25   | +13.934   | 9º      | 10    |
| 7º   | 30 | Takaaki Nakagami      | LCR Honda Idemitsu          | Honda RC213V       | 25   | +14.929   | 7º      | 9     |
| 8º   | 23 | Enea Bastianini       | Gresini Racing              | Ducati Desmosedici | 25   | +18.436   | 11º     | 8     |
| 9º   | 72 | Marco Bezzecchi       | Mooney VR46 Racing          | Ducati Desmosedici | 25   | +18.830   | 8º      | 7     |
| 10º  | 33 | Brad Binder           | Red Bull KTM Factory Racing | KTM RC16           | 25   | +20.056   | 15º     | 6     |
| 11º  | 44 | Pol Espargaró         | Repsol Honda                | Honda RC213V       | 25   | +20.856   | 13º     | 5     |
| 12º  | 88 | Miguel Oliveira       | Red Bull KTM Factory Racing | KTM RC16           | 25   | +23.131   | 21º     | 4     |
| 13º  | 73 | Álex Márquez          | LCR Honda Castrol           | Honda RC213V       | 25   | +25.306   | 22º     | 3     |
| 14º  | 12 | Maverick Viñales      | Aprilia Racing              | Aprilia RS-GP      | 25   | +27.358   | 12º     | 2     |
| 15º  | 21 | Franco Morbidelli     | Monster Energy Yamaha       | Yamaha YZR-M1      | 25   | +27.519   | 16º     | 1     |
| 16º  | 10 | Luca Marini           | Mooney VR46 Racing          | Ducati Desmosedici | 25   | +29.278   | 19º     |       |
| 17º  | 4  | Andrea Dovizioso      | WithU Yamaha RNF            | Yamaha YZR-M1      | 25   | +35.204   | 23º     |       |
| 18º  | 49 | Fabio Di Giannantonio | Gresini Racing              | Ducati Desmosedici | 25   | +35.361   | 17º     |       |
| 19º  | 42 | Álex Rins             | Suzuki Ecstar               | Suzuki GSX-RR      | 25   | +38.922   | 14º     |       |
| 20º  | 87 | Remy Gardner          | Tech3 KTM Factory Racing    | KTM RC16           | 25   | +43.378   | 18º     |       |
| 21º  | 32 | Lorenzo Savadori      | Aprilia Racing              | Aprilia RS-GP      | 25   | +44.299   | 24º     |       |
| 22º  | 89 | Jorge Martín          | Pramac Racing               | Ducati Desmosedici | 25   | +1'07.681 | 10º     |       |

### Ritirati
| Nº | Pilota        | Squadra          | Motocicletta       | Giri | Griglia |
| -- | ------------- | ---------------- | ------------------ | ---- | ------- |
| 6  | Stefan Bradl  | Team HRC         | Honda RC213V       | 10   | 20º     |
| 5  | Johann Zarco  | Pramac Racing    | Ducati Desmosedici | 9    | 6º      |
| 40 | Darryn Binder | WithU Yamaha RNF | Yamaha YZR-M1      | 5    | 25º     |

## Moto2

### Arrivati al traguardo
| Pos. | Nº | Pilota                  | Squadra                  | Motocicletta | Giri | Tempo     | Griglia | Punti |
| ---- | -- | ----------------------- | ------------------------ | ------------ | ---- | --------- | ------- | ----- |
| 1º   | 79 | Ai Ogura                | Idemitsu Honda Team Asia | Kalex        | 23   | 39'16.357 | 1º      | 25    |
| 2º   | 40 | Arón Canet              | Flexbox HP40             | Kalex        | 23   | +2.509    | 4º      | 20    |
| 3º   | 14 | Tony Arbolino           | Elf Marc VDS Racing      | Kalex        | 23   | +3.669    | 2º      | 16    |
| 4º   | 37 | Augusto Fernández       | Red Bull KTM Ajo         | Kalex        | 23   | +5.358    | 9º      | 13    |
| 5º   | 23 | Marcel Schrötter        | Liqui Moly Intact GP     | Kalex        | 23   | +9.245    | 18º     | 11    |
| 6º   | 13 | Celestino Vietti        | Mooney VR46 Racing       | Kalex        | 23   | +12.122   | 6º      | 10    |
| 7º   | 64 | Bo Bendsneyder          | Pertamina Mandalika SAG  | Kalex        | 23   | +13.918   | 8º      | 9     |
| 8º   | 16 | Joe Roberts             | Italtrans Racing         | Kalex        | 23   | +14.064   | 14º     | 8     |
| 9º   | 75 | Albert Arenas           | Autosolar GasGas Aspar   | Kalex        | 23   | +18.980   | 12º     | 7     |
| 10º  | 9  | Jorge Navarro           | Flexbox HP40             | Kalex        | 23   | +27.767   | 13º     | 6     |
| 11º  | 61 | Alessandro Zaccone      | Gresini Racing           | Kalex        | 23   | +31.536   | 21º     | 5     |
| 12º  | 52 | Jeremy Alcoba           | Liqui Moly Intact GP     | Kalex        | 23   | +33.308   | 23º     | 4     |
| 13º  | 62 | Stefano Manzi           | Yamaha VR46 Master Camp  | Kalex        | 23   | +33.635   | 26º     | 3     |
| 14º  | 7  | Barry Baltus            | RW Racing GP             | Kalex        | 23   | +33.751   | 17º     | 2     |
| 15º  | 19 | Lorenzo Dalla Porta     | Italtrans Racing         | Kalex        | 23   | +33.836   | 16º     | 1     |
| 16º  | 18 | Manuel González         | Yamaha VR46 Master Camp  | Kalex        | 23   | +34.040   | 20º     |       |
| 17º  | 2  | Gabriel Rodrigo         | Pertamina Mandalika SAG  | Kalex        | 23   | +37.292   | 15º     |       |
| 18º  | 24 | Simone Corsi            | MV Agusta Forward Racing | MV Agusta F2 | 23   | +41.128   | 28º     |       |
| 19º  | 84 | Zonta van den Goorbergh | RW Racing GP             | Kalex        | 23   | +41.307   | 24º     |       |
| 20º  | 51 | Pedro Acosta            | Red Bull KTM Ajo         | Kalex        | 23   | +46.441   | 10º     |       |
| 21º  | 12 | Filip Salač             | Gresini Racing           | Kalex        | 23   | +53.073   | 22º     |       |
| 22º  | 4  | Sean Dylan Kelly        | American Racing          | Kalex        | 23   | +56.157   | 29º     |       |
| 23º  | 28 | Niccolò Antonelli       | Mooney VR46 Racing       | Kalex        | 23   | +56.521   | 30º     |       |

### Ritirati
| Nº | Pilota           | Squadra                  | Motocicletta | Giri | Griglia |
| -- | ---------------- | ------------------------ | ------------ | ---- | ------- |
| 54 | Fermín Aldeguer  | Lightech Speed Up        | Boscoscuro   | 13   | 5º      |
| 42 | Marcos Ramírez   | MV Agusta Forward Racing | MV Agusta F2 | 9    | 19º     |
| 96 | Jake Dixon       | Autosolar GasGas Aspar   | Kalex        | 8    | 11º     |
| 35 | Somkiat Chantra  | Idemitsu Honda Team Asia | Kalex        | 7    | 7º      |
| 6  | Cameron Beaubier | American Racing          | Kalex        | 7    | 25º     |
| 22 | Sam Lowes        | Elf Marc VDS Racing      | Kalex        | 6    | 3º      |
| 5  | Romano Fenati    | Lightech Speed Up        | Boscoscuro   | 4    | 27º     |

## Moto3

### Arrivati al traguardo
| Pos. | Nº | Pilota            | Squadra                   | Motocicletta  | Giri | Tempo     | Griglia | Punti |
| ---- | -- | ----------------- | ------------------------- | ------------- | ---- | --------- | ------- | ----- |
| 1º   | 28 | Izan Guevara      | Gaviota GasGas Aspar      | Gas Gas       | 22   | 39'19.873 | 1º      | 25    |
| 2º   | 11 | Sergio García     | Gaviota GasGas Aspar      | Gas Gas       | 22   | +0.061    | 2º      | 20    |
| 3º   | 5  | Jaume Masiá       | Red Bull KTM Ajo          | KTM RC 250 GP | 22   | +0.208    | 3º      | 16    |
| 4º   | 53 | Deniz Öncü        | Red Bull KTM Tech3        | KTM RC 250 GP | 22   | +0.319    | 5º      | 13    |
| 5º   | 43 | Xavier Artigas    | CFMoto Racing PrüstelGP   | CFMoto        | 22   | +0.417    | 6º      | 11    |
| 6º   | 71 | Ayumu Sasaki      | Sterilgarda Husqvarna Max | Husqvarna     | 22   | +0.847    | 26º     | 10    |
| 7º   | 27 | Kaito Toba        | CIP Green Power           | KTM RC 250 GP | 22   | +3.787    | 16º     | 9     |
| 8º   | 6  | Ryusei Yamanaka   | MT Helmets - MSI          | KTM RC 250 GP | 22   | +3.982    | 10º     | 8     |
| 9º   | 96 | Daniel Holgado    | Red Bull KTM Ajo          | KTM RC 250 GP | 22   | +5.811    | 17º     | 7     |
| 10º  | 10 | Diogo Moreira     | MT Helmets - MSI          | KTM RC 250 GP | 22   | +6.088    | 8º      | 6     |
| 11º  | 18 | Matteo Bertelle   | QJMotor Avintia Racing    | KTM RC 250 GP | 22   | +11.069   | 15º     | 5     |
| 12º  | 19 | Scott Ogden       | VisionTrack Racing        | Honda NSF250R | 22   | +11.142   | 9º      | 4     |
| 13º  | 48 | Iván Ortolá       | Angeluss MTA              | KTM RC 250 GP | 22   | +15.546   | 13º     | 3     |
| 14º  | 16 | Andrea Migno      | Rivacold Snipers          | Honda NSF250R | 22   | +15.662   | 11º     | 2     |
| 15º  | 82 | Stefano Nepa      | Angeluss MTA              | KTM RC 250 GP | 22   | +15.687   | 23º     | 1     |
| 16º  | 23 | Elia Bartolini    | QJMotor Avintia Racing    | KTM RC 250 GP | 22   | +15.728   | 20º     |       |
| 17º  | 64 | Mario Aji         | Honda Team Asia           | Honda NSF250R | 22   | +16.582   | 24º     |       |
| 18º  | 7  | Dennis Foggia     | Leopard Racing            | Honda NSF250R | 22   | +17.529   | 4º      |       |
| 19º  | 38 | David Salvador    | Sterilgarda Husqvarna Max | Husqvarna     | 22   | +23.338   | 14º     |       |
| 20º  | 87 | Gerard Riu Male   | BOE SKX                   | KTM RC 250 GP | 22   | +25.408   | 28º     |       |
| 21º  | 72 | Taiyo Furusato    | Honda Team Asia           | Honda NSF250R | 22   | +25.569   | 21º     |       |
| 22º  | 63 | Syarifuddin Azman | Rivacold Snipers          | Honda NSF250R | 22   | +44.166   | 22º     |       |
| 23º  | 22 | Ana Carrasco      | BOE SKX                   | KTM RC 250 GP | 22   | +44.337   | 25º     |       |

### Ritirati
| Nº | Pilota           | Squadra                 | Motocicletta  | Giri | Griglia |
| -- | ---------------- | ----------------------- | ------------- | ---- | ------- |
| 54 | Riccardo Rossi   | SIC58 Squadra Corse     | Honda NSF250R | 14   | 7º      |
| 24 | Tatsuki Suzuki   | Leopard Racing          | Honda NSF250R | 6    | 18º     |
| 31 | Adrián Fernández | Red Bull KTM Tech3      | KTM RC 250 GP | 5    | 19º     |
| 99 | Carlos Tatay     | CFMoto Racing PrüstelGP | CFMoto        | 3    | 27º     |
| 66 | Joel Kelso       | CIP Green Power         | KTM RC 250 GP | 3    | 12º     |

## MotoE
Tutti i piloti sono dotati di motocicletta fornita dalla Energica.

### Gara 1

#### Arrivati al traguardo
| Pos. | Nº | Pilota             | Squadra                    | Giri | Tempo     | Griglia | Punti |
| ---- | -- | ------------------ | -------------------------- | ---- | --------- | ------- | ----- |
| 1º   | 51 | Eric Granado       | LCR E-Team                 | 8    | 14'36.988 | 4º      | 25    |
| 2º   | 77 | Dominique Aegerter | Dynavolt Intact GP         | 8    | +0.696    | 5º      | 20    |
| 3º   | 11 | Matteo Ferrari     | Felo Gresini               | 8    | +1.005    | 6º      | 16    |
| 4º   | 4  | Héctor Garzó       | Tech3 E-racing             | 8    | +1.537    | 2º      | 13    |
| 5º   | 40 | Jordi Torres       | Pons Racing 40             | 8    | +1.697    | 7º      | 11    |
| 6º   | 78 | Hikari Ōkubo       | Avant Ajo                  | 8    | +2.345    | 8º      | 10    |
| 7º   | 17 | Alex Escrig        | Tech3 E-racing             | 8    | +3.651    | 9º      | 9     |
| 8º   | 71 | Miquel Pons        | LCR E-Team                 | 8    | +3.986    | 1º      | 8     |
| 9º   | 70 | Marc Alcoba        | Openbank Aspar             | 8    | +5.275    | 15º     | 7     |
| 10º  | 3  | Lukas Tulovic      | WithU GRT RNF              | 8    | +5.334    | 11º     | 6     |
| 11º  | 7  | Niccolò Canepa     | WithU GRT RNF              | 8    | +5.814    | 10º     | 5     |
| 12º  | 21 | Kevin Zannoni      | Ongetta SIC58 Squadracorse | 8    | +6.511    | 12º     | 4     |
| 13º  | 34 | Kevin Manfredi     | Octo Pramac                | 8    | +9.621    | 14º     | 3     |
| 14º  | 12 | Javier Forés       | Octo Pramac                | 8    | +10.849   | 18º     | 2     |
| 15º  | 6  | María Herrera      | Openbank Aspar             | 8    | +12.094   | 13º     | 1     |
| 16º  | 28 | Yeray Ruiz         | Avintia Esponsorama Racing | 8    | +22.491   | 16º     |       |
| 17º  | 27 | Mattia Casadei     | Pons Racing 40             | 8    | +1'32.262 | 3º      |       |

#### Ritirato
| Nº | Pilota          | Squadra      | Giri | Griglia |
| -- | --------------- | ------------ | ---- | ------- |
| 72 | Alessio Finello | Felo Gresini | 1    | 17º     |

### Gara 2

#### Arrivati al traguardo
| Pos. | Nº | Pilota             | Squadra                    | Giri | Tempo     | Griglia | Punti |
| ---- | -- | ------------------ | -------------------------- | ---- | --------- | ------- | ----- |
| 1º   | 51 | Eric Granado       | LCR E-Team                 | 8    | 14'36.321 | 4º      | 25    |
| 2º   | 71 | Miquel Pons        | LCR E-Team                 | 8    | +0.217    | 1º      | 20    |
| 3º   | 27 | Mattia Casadei     | Pons Racing 40             | 8    | +0.394    | 3º      | 16    |
| 4º   | 77 | Dominique Aegerter | Dynavolt Intact GP         | 8    | +0.488    | 5º      | 13    |
| 5º   | 78 | Hikari Ōkubo       | Avant Ajo                  | 8    | +1.182    | 8º      | 11    |
| 6º   | 11 | Matteo Ferrari     | Felo Gresini               | 8    | +1.715    | 6º      | 10    |
| 7º   | 40 | Jordi Torres       | Pons Racing 40             | 8    | +2.701    | 7º      | 9     |
| 8º   | 17 | Alex Escrig        | Tech3 E-racing             | 8    | +4.202    | 9º      | 8     |
| 9º   | 7  | Niccolò Canepa     | WithU GRT RNF              | 8    | +5.471    | 10º     | 7     |
| 10º  | 34 | Kevin Manfredi     | Octo Pramac                | 8    | +5.755    | 14º     | 6     |
| 11º  | 12 | Javier Forés       | Octo Pramac                | 8    | +7.061    | 18º     | 5     |
| 12º  | 3  | Lukas Tulovic      | WithU GRT RNF              | 8    | +10.497   | 11º     | 4     |
| 13º  | 21 | Kevin Zannoni      | Ongetta SIC58 Squadracorse | 8    | +10.880   | 12º     | 3     |
| 14º  | 6  | María Herrera      | OpenBank Aspar             | 8    | +18.274   | 13º     | 2     |
| 15º  | 72 | Alessio Finello    | Felo Gresini               | 8    | +26.343   | 17º     | 1     |

#### Ritirati
| Nº | Pilota       | Squadra                    | Giri | Griglia |
| -- | ------------ | -------------------------- | ---- | ------- |
| 4  | Héctor Garzó | Tech3 E-racing             | 4    | 2º      |
| 28 | Yeray Ruiz   | Avintia Esponsorama Racing | 3    | 16º     |
| 70 | Marc Alcoba  | OpenBank Aspar             | 0    | 15º     |